# Adrien Théaux
Adrien Théaux, né le 18 septembre 1984 à Tarbes, dans les Hautes-Pyrénées, est un skieur alpin français spécialiste des épreuves de vitesse. Théaux fait ses débuts en Coupe du monde en 2004 et il remporte sa première épreuve en 2011 dans la descente de Lenzerheide. Il remporte la médaille de bronze de super G aux championnats du monde de ski alpin en 2015 à Beaver Creek.

## Biographie

### Premières années
Né à Tarbes dans les Hautes-Pyrénées le 18 septembre 1984, Adrien Théaux passe son enfance dans la station de La Mongie. Ses parents tiennent un commerce au col du Tourmalet. Il commence très tôt le ski dans le sillage et de son père, moniteur de ski et entraîneur à La Mongie. Il fréquente l'école primaire du village de Lesponne puis le collège Blanche-Odin de Bagnères-de-Bigorre. Âgé de 13 ans, Adrien Théaux quitte les Pyrénées en compagnie de sa famille pour s'installer à Val Thorens et intégrer un ski-étude. Il rejoint ainsi son frère aîné Timothée, qui a intégré la formation un an auparavant.

### Carrière sportive

#### Débuts prometteurs
Parallèlement à ses études, Adrien Théaux obtient ses premiers résultats notoires en ski alpin : 13e du super-G des Championnats du monde juniors à Serre Chevalier en 2003, il devient triple champion de France juniors en 2004 en remportant la descente, le super-G et le combiné, puis se classe 2e du slalom et du slalom géant la même année. Toujours en 2004, il participe à ses deuxièmes championnats du monde juniors, à Maribor, où il prend la 6e place en combiné, la 10e en slalom géant et la 11e en descente puis en slalom. En dépit de sa polyvalence, Adrien Théaux se concentre principalement sur les épreuves de vitesse.

#### Des premiers points en Coupe du monde aux Jeux de Vancouver
Il participe à sa première épreuve en Coupe du monde le 28 février 2004 à Kranjska Gora, en Slovénie, où il est aligné sur le slalom géant. Il ne parvient pas à se qualifier pour la deuxième manche. Il intègre de manière régulière l'équipe de France la saison suivante. Le 27 novembre 2004 à Lake Louise, au Canada, où il termine 54e de la descente. Le 11 décembre 2005, Adrien Théaux inscrit ses premiers points en Coupe du monde en se classant 19e du super combiné de Val-d'Isère. Sélectionné pour les Championnats du monde 2007 à Åre en Suède, il prend la 26e place du super-G puis la 23e du super combiné. Il se révèle au grand public le 24 novembre 2007 en se classant pour la première fois dans les dix premiers d'une épreuve de Coupe du monde, avec une 8e place dans la descente de Lake Louise. Avec une 15e place dans la dernière descente de la saison à Kvitfjell, en Norvège, Adrien Théaux se classe 27e au classement général de la discipline. Il manque alors sa qualification pour les finales de la Coupe du monde, disputées à Bormio, seuls les 25 premiers du classement étant sélectionnés.
La saison suivante, il se montre plus régulier dans ses résultats en descente et poursuit sa progression : 20e à Lake Louise, 18e à Beaver Creek, 14e à Bormio puis 11e à Wengen, Adrien Théaux obtient le meilleur résultat de sa carrière en prenant la 5e place de la descente des Mondiaux de Val-d'Isère, le 7 février 2009. Deux jours plus tard, dans l'épreuve du super combiné, il signe le 3e temps de la descente, mais il est contraint d'abandonner après avoir manqué une porte sur le haut du tracé de la manche de slalom. Grâce à deux nouvelles places dans les dix premiers, à Kvitfjell (9e) puis à Åre (6e), Adrien Théaux se classe au 18e rang du classement général de la Coupe du monde de descente. En mars 2009, il remporte un deuxième titre de champion de France de super-G sur la piste de Lélex-Crozet, quelques jours après s'être classé 2e de la descente derrière Yannick Bertrand.
Adrien Théaux commence la saison 2009-2010 par une 13e place en descente à Lake Louise, avant de se classer 6e en super-G, toujours dans la station canadienne, égalant ainsi son meilleur résultat en Coupe du monde. Par la suite, ses résultats sont plus mitigés : Adrien Théaux ne retrouve le top 10 qu'à l'occasion du super-G de Kitzbühel, dernière course avant les Jeux. Sélectionné pour les Jeux olympiques d'hiver de 2010 à Vancouver, il est engagé sur trois épreuves : la descente, dont il se classe 16e, le super-G, duquel il prend la 13e place, puis le combiné, où il obtient son meilleur résultat en finissant 12e. Il est d'ailleurs le meilleur Français dans ces deux dernières épreuves. En mars 2010, il réalise le doublé lors des championnats de France en gagnant la descente puis le super-G. Adrien Théaux participe ensuite aux premiers Jeux mondiaux militaires d'hiver, organisés en Vallée d'Aoste. Sur la piste de Pila, il s'adjuge la médaille d'or en slalom géant, devant les Italiens Manfred Moelgg et Massimiliano Blardone.

#### Premiers podiums, premiers succès

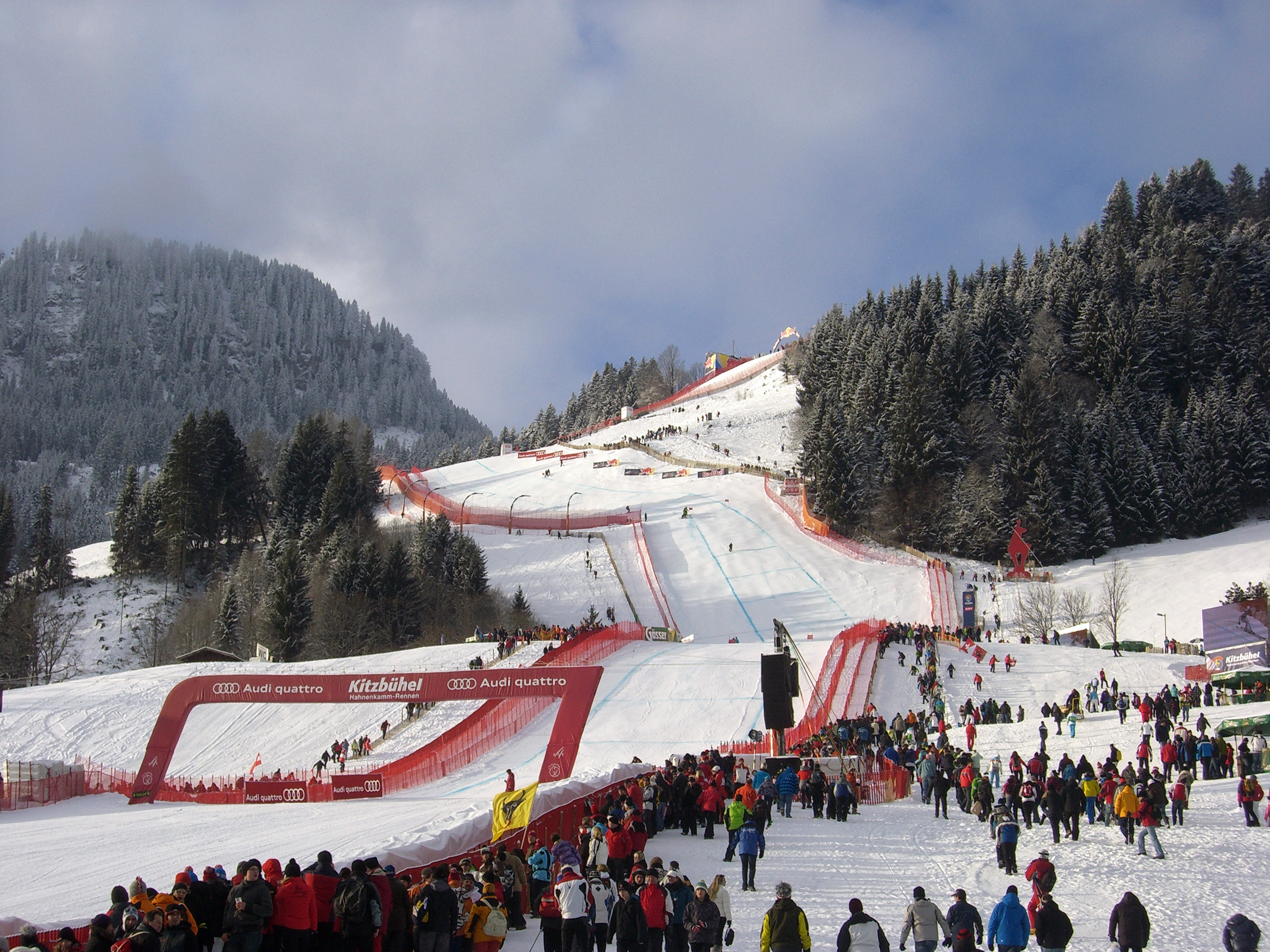
Adrien Théaux se classe 3e sur la Streif, à Kitzbühel, en 2011.

Adrien Théaux obtient son premier podium en Coupe du monde le 4 décembre 2010, en terminant à la 2e place du super-G de Beaver Creek, dans le Colorado. Devancé de seulement onze centièmes par l'Autrichien Georg Streitberger, Théaux se montre satisfait de sa performance : « C'est vraiment beaucoup d'émotion, je suis très content et très fier de moi. » 7e en descente à Bormio puis 13e à Wengen, il confirme son nouveau statut en prenant la 3e place de la descente de Kitzbühel, remportée par le Suisse Didier Cuche sur la piste mythique de la Streif. Sa performance est d'autant plus remarquée que le Français s'est élancé avec le dossard no 28. Il se présente alors avec ambition aux Championnats du monde 2011, disputés à Garmisch-Partenkirchen, mais ses résultats sont décevants puisqu'il chute dès le début de la descente après avoir perdu un ski, puis termine seulement 10e du super-G. Adrien Théaux termine cependant la saison en beauté en obtenant la première victoire de sa carrière lors de la descente finale de Lenzerheide, en Suisse, ne devançant que d'un centième le concurrent autrichien Joachim Puchner,. C'est la première victoire d'un skieur français dans une descente de Coupe du monde depuis le succès de Pierre-Emmanuel Dalcin à Val-d'Isère en 2007. Adrien Théaux doit notamment sa victoire aux conditions météorologiques clémentes lors de son passage, tandis qu'elles se sont ensuite dégradées, rendant la visibilité trop faible pour une partie des concurrents. Avec ce succès, il boucle ainsi la meilleure saison de sa carrière en prenant la 12e place du classement général de la Coupe du monde. Ses bons résultats en descente lui valent notamment de se classer au 6e rang du classement de la spécialité. Le 24 mars 2011, à Tignes, Adrien Théaux conserve son titre de champion de France du super-G.

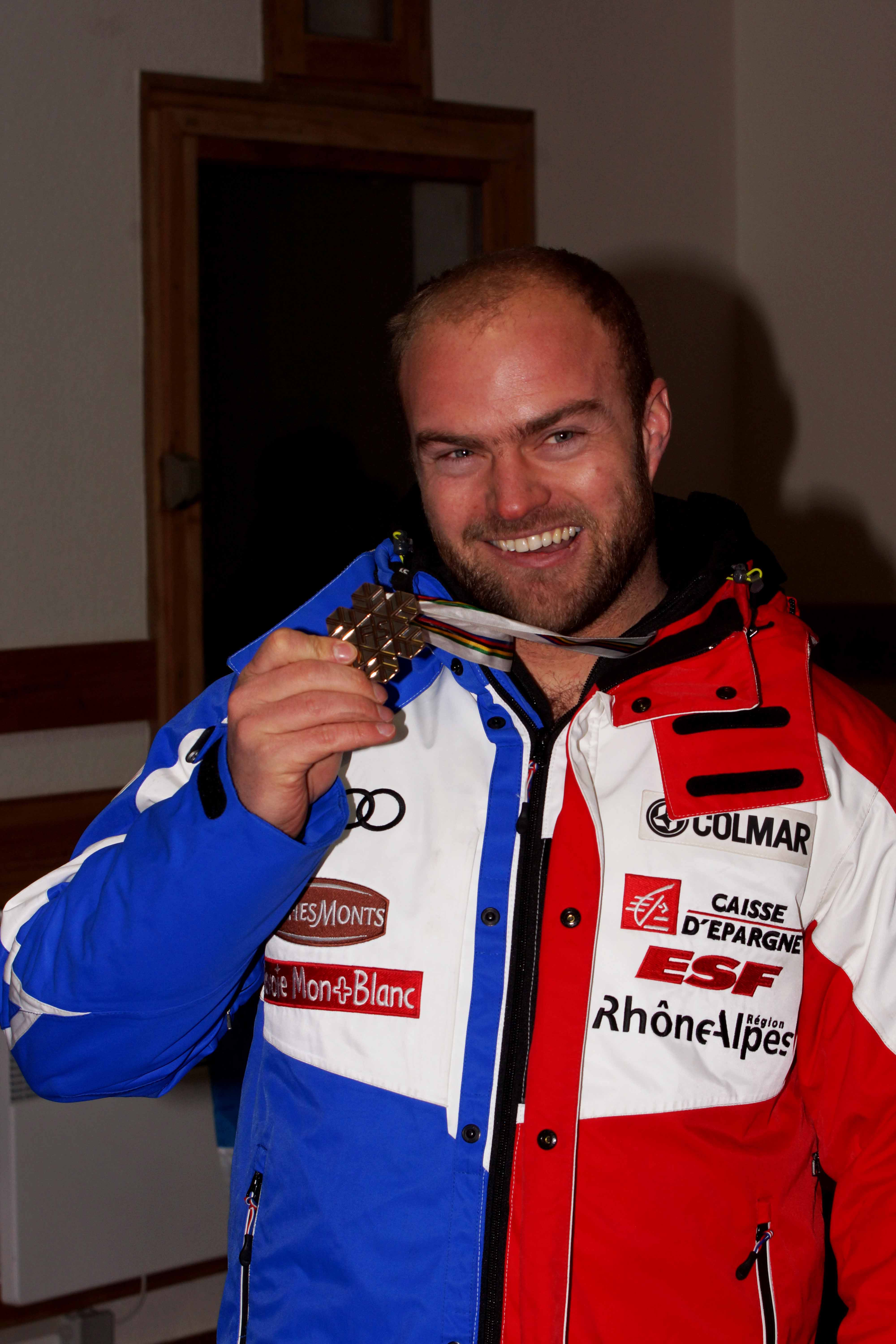
Le Français David Poisson gagne le bronze en descente aux Mondiaux de Schladming. Adrien Théaux est 10e.

Il entame la saison 2011-2012 en s'alignant au départ du slalom géant de Sölden en Autriche, mais ne parvient pas à se qualifier pour la seconde manche de la course. Il échoue également dans la même épreuve quelques semaines plus tard lors des deux géants disputés à Beaver Creek. Entre-temps, il obtient cependant le quatrième podium de sa carrière en prenant la 3e place du super-G de Lake Louise, derrière le Norvégien Aksel Lund Svindal et le Suisse Didier Cuche,, quelques jours après s'être classé 6e de la descente dans la station canadienne. Adrien Théaux peine ensuite à confirmer ce bon début de saison : 15e en Super-G à Val Gardena, 14e en descente à Bormio et 16e en descente puis en super combiné à Wengen. Il retrouve le top 10 à Kitzbühel (9e de la descente) et se distingue par ses résultats en super combiné, d'abord dans la station autrichienne puis à Chamonix, se classant deux fois au 4e rang, au pied du podium,. Le 11 février 2012, à l'occasion de la première descente sur la piste de Rosa Khutor, à Sotchi où se dérouleront les Jeux olympiques 2014, il obtient son deuxième podium de l'hiver avec une troisième place derrière Beat Feuz et Benjamin Thomsen,. Deux semaines plus tard, il monte une nouvelle fois sur le podium en terminant 2e du super-G dans la station suisse de Crans-Montana, derrière l'Autrichien Benjamin Raich et devant Didier Cuche. À cette occasion, Adrien Théaux déclare sa fierté de se retrouver sur le podium en compagnie de deux grands champions de la discipline. Il conclut la saison par deux nouveaux top 10 en descente, 8e à Kvitfjell puis 9e à Schladming, lors des finales mondiales. À l'issue des différentes épreuves, il se place au 8e rang du classement du combiné, au 9e rang en super-G et au 11e rang en descente, ce qui lui vaut la 14e place finale au classement général de la Coupe du monde. Il redevient champion de France de descente le 27 mars à L'Alpe d'Huez.
En septembre 2012, alors qu'il prend part à un entraînement de super-G lors d'un stage de préparation au Chili, Adrien Théaux heurte la base d'un piquet. Rapatrié en France, il est opéré de la main droit et observe six semaines d'immobilisation du poignet. Cela ne l'empêche pas de réussir son début de saison : après s'être classé 13e de la descente de Lake Louise, il prend le lendemain la 2e place du super-G, bien que largement distancé par le vainqueur Aksel Lund Svindal. C'est le septième podium de sa carrière et le deuxième à Lake Louise en deux années. Décevant à Beaver Creek avec une 26e place en descente et une 25e en super-G, Adrien Théaux enchaîne ensuite les bons résultats, à la fois en descente (5e à Val Gardena, 7e à Kitzbühel) et en super-G (10e à Bormio, 8e à Wengen). Il participe aux Championnats du monde 2013 à Schladming en Autriche, où il prend d'abord la 9e place du super-G, puis la 10e en descente, tandis que son compatriote David Poisson monte sur la troisième marche du podium. Le 2 mars 2013, Adrien Théaux remporte la deuxième victoire de sa carrière en s'imposant dans la descente de Kvitfjell, devant Aksel Lund Svindal, qui vient pourtant de remporter le titre de champion du monde de la discipline,. Pour la troisième année consécutive, Théaux achève la saison parmi les quinze meilleurs skieurs mondiaux. Dans la foulée, il remporte la descente et le super-G à l'occasion des 100e championnats de France de ski alpin, disputés dans la station pyrénéenne de Peyragudes. Les deux médailles de bronze récoltées en compagnie de Maxime Tissot et Steve Missillier en slalom géant et slalom spécial par équipes lors des Jeux mondiaux militaires organisés à Annecy viennent couronner une saison réussie pour le skieur de Val-Thorens.

#### Déception olympique et médaille mondiale
La saison 2013-2014 commence bien pour Adrien Théaux : il signe son troisième podium consécutif à Lake Louise, cette fois-ci en descente, en prenant la 3e place derrière l'Italien Dominik Paris et l'Autrichien Klaus Kröll. Le 20 décembre, à Val Gardena, il monte à nouveau sur la troisième marche du podium, en super-G, derrière Aksel Lund Svindal et Jan Hudec. Il se place au 4e rang de la descente à Bormio, puis à la même place à Kitzbühel, ce qui lui permet d'intégrer le top 5 mondial en descente et d'envisager une médaille olympique aux Jeux de Sotchi. Quelques jours avant l'ouverture de la compétition, il déclare vouloir gagner une médaille dans chacune des disciplines dans lesquelles il est engagé, et plus particulièrement en super combiné. Alors qu'il figure parmi les favoris de l'épreuve de descente, Théaux n'obtient que la 18e place à plus d'une seconde et demie du vainqueur autrichien Matthias Mayer. Il connaît une nouvelle déception cinq jours plus tard en prenant seulement la 17e place dans le super combiné. Pour sa dernière course en super-G, il termine au 11e rang, loin de ses espoirs de médaille. Adrien Théaux ne cache pas sa déception, à l'image de son entraîneur Patrice Morisod qui déclare que l'équipe de France de vitesse est passée « complètement à côté de [ses] Jeux. » Lors des dernières courses de la saison, Théaux ne parvient pas à élever son niveau, se classant 11e et 17e des deux descentes de Kvitfjell, 56e du super-G également disputé dans la station norvégienne et enfin 10e de la descente finale de Lenzerheide, au cours de laquelle il se fracture le poignet gauche en heurtant un piquet.

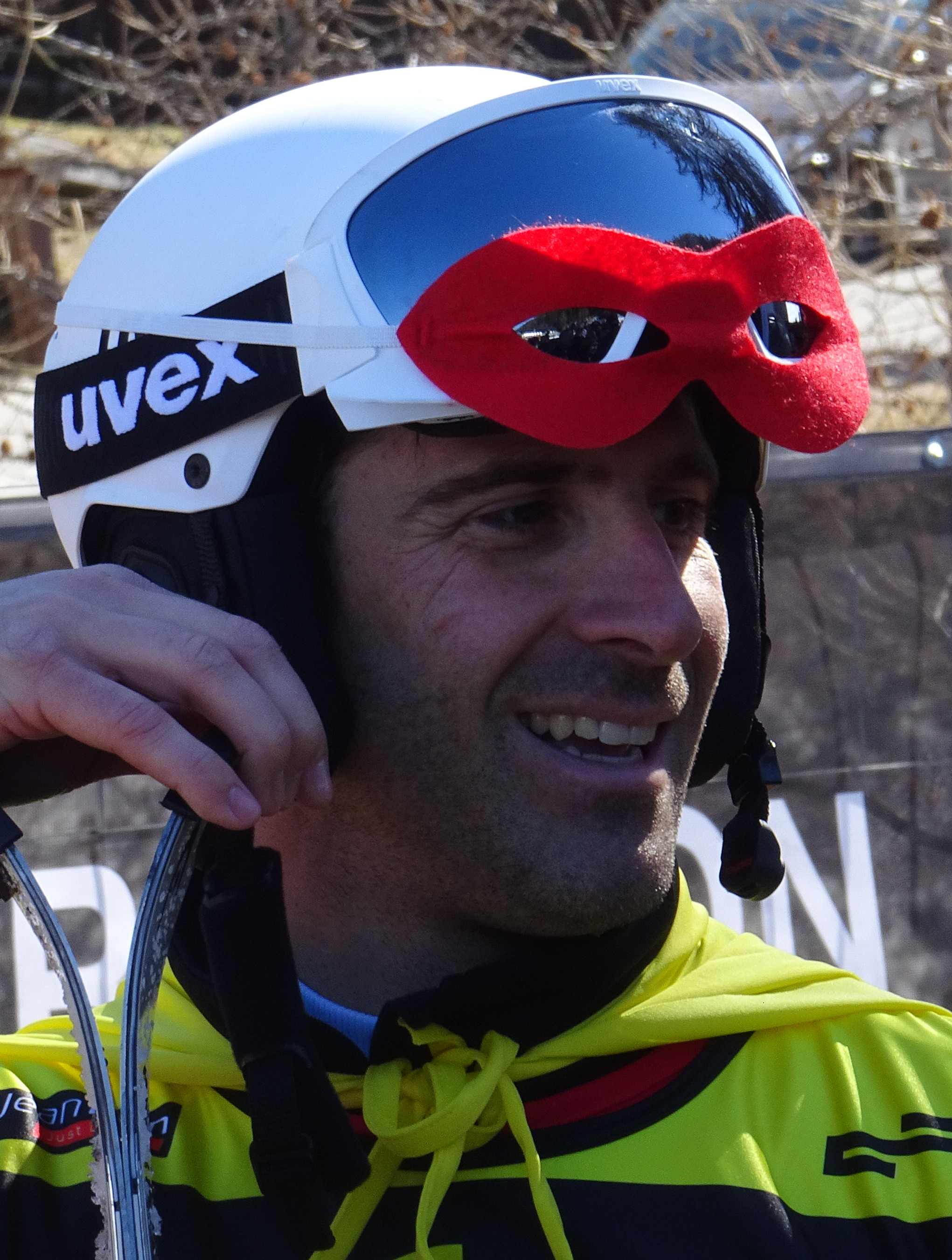
en mars 2019 au Super Slalom de La Plagne

Adrien Théaux change de matériel pour la saison 2014-2015 en rejoignant la marque Head, comme plusieurs autres membres de l'équipe de France. Il se fixe comme objectif de remporter une médaille aux championnats du monde, de remporter un petit globe en descente ou en super-G ainsi que d'être sur le podium à chaque course. Les premiers résultats ne sont pas à la hauteur de ses ambitions : à Lake Louise, il se classe 30e de la descente et 26e du super-G. Lors des courses suivants, il ne parvient pas à se hisser dans le top 10 et glisse même jusqu'au 41e rang de la descente de Santa Caterina, en Italie. Il réalise son premier top 10 le 23 janvier à Kitzbühel, en prenant la 4e place du super-G à une demi-seconde du vainqueur, l'Italien Dominik Paris.
Le 5 février, sur la Birds of Prey de Beaver Creek, il gagne la médaille de bronze du super-G des Championnats du monde 2015, derrière l'Autrichien Hannes Reichelt et le Canadien Dustin Cook. Il obtient donc sa première médaille mondiale sur la piste où il avait obtenu son premier podium en Coupe du monde quatre années plus tôt. Il participe à la descente deux jours plus tard, dont il se classe 8e, déclarant que ses jambes « étaient un peu lourdes ». Adrien Théaux confirme son regain de forme avec une 7e place dans la descente de Saalbach le 21 février, son deuxième top 10 de la saison en Coupe du monde. Le lendemain, il monte sur le podium du super-G en prenant la 2e place de la course derrière l'Autrichien Matthias Mayer. Onzième de la descente et septième du super-G lors des finales à Méribel, il achève finalement la saison au 22e rang du classement général, tout en se classant 7e en super-G. Le 1er avril, il remporte le titre de champion de France du super-G dans la station de Serre Chevalier, en devançant Thomas Mermillod-Blondin d'un centième de seconde.

### Caractéristiques
Selon le Suisse Patrice Morisod, entraîneur de l'équipe de France de vitesse depuis 2009, Adrien Théaux est plus à l'aise sur les pistes pentues et au profil très technique, comme la Streif de Kitzbühel ou la Birds of Prey de Beaver Creek,. Il est membre de la « génération 84 », nom donné à un groupe de skieurs français ayant fait leurs classes ensemble jusqu'à rejoindre l'équipe de France, comprenant notamment Jean-Baptiste Grange, double champion du monde de slalom, Steve Missillier, médaillé olympique, Thomas Mermillod-Blondin ou Thomas Frey.

### Vie privée
Adrien Théaux vit dans la station savoyarde de Val-Thorens. Il se décrit comme « quelqu'un d'assez calme » et comme un « épicurien ». Il possède une maison à Biarritz où il aime se rendre pour surfer. Il apprécie plus généralement les sports de glisse et de vitesse comme les courses automobiles et la moto. Il est également un amateur de rugby, et soutient les clubs du Stade toulousain et du Biarritz olympique, de par ses origines pyrénéennes.

## Palmarès

### Jeux olympiques d'hiver
Adrien Théaux a participé à trois éditions des Jeux olympiques, en 2010, 2014 et 2018. Il a pris le départ de huit courses, trois descentes, trois super G, deux super combinés, qu'il a toutes terminées. Son meilleur résultat est une 11e place dans le super G de Sotchi, en 2014.
| Épreuve / Édition | Vancouver 2010 | Sotchi 2014 | Pyeongchang 2018 |
| Super G           | 13e            | 11e         | 15e              |
| Descente          | 16e            | 18e         | 26e              |
| Super combiné     | 12e            | 17e         |                  |

### Championnats du monde
Adrien Théaux a participé à sept éditions des Championnats du monde entre 2007 et 2019, et il y a pris 17 départs. Il a remporté une médaille de bronze sur le super-G de Beaver Creek en 2015.
| Épreuve / Édition | Åre 2007 | Val d'Isère 2009 | Garmisch-Partenkirchen 2011 | Schladming 2013 | Vail - Beaver Creek 2015 | Saint-Moritz 2017 | Åre 2019 |
| Descente          | -        | 5e               | Abandon                     | 10e             | -                        | 27e               | 15e      |
| Super G           | 26e      | 21e              | 10e                         | 9e              | Bronze                   | 16e               | 5e       |
| Super combiné     | 23e      | Abandon          | -                           | Abandon         | -                        | 9e                |          |

### Coupe du monde
- Meilleur classement général : 11e en 2016.
- 13 podiums (6 en descente, 6 en super G et 1 en combiné), dont 3 victoires.

#### Détail des victoires
| Saison / Épreuve | Descente       | Total |
| 2011             | Lenzerheide    | 1     |
| 2013             | Kvitfjell      | 1     |
| 2016             | Santa Caterina | 1     |
| Total            | 3              | 3     |

#### Classements par épreuve en Coupe du monde
Le meilleur rang d'Adrien Théaux au classement général de la Coupe du monde est une 11e place en 2016.
| Saison / Épreuve | Saison / Épreuve | Général | Général | Descente | Descente | Slalom | Slalom | Slalom géant | Slalom géant | Super G | Super G | Combiné | Combiné |
| ---------------- | ---------------- | ------- | ------- | -------- | -------- | ------ | ------ | ------------ | ------------ | ------- | ------- | ------- | ------- |
| Saison / Épreuve | Saison / Épreuve | Class.  | Points  | Class.   | Points   | Class. | Points | Class.       | Points       | Class.  | Points  | Class.  | Points  |
| 2006             | 2006             | 115e    | 19      | -        | -        | -      | -      | -            | -            | -       | -       | 31e     | 19      |
| 2007             | 2007             | 98e     | 38      | -        | -        | -      | -      | -            | -            | 42e     | 10      | 27e     | 28      |
| 2008             | 2008             | 61e     | 123     | 27e      | 76       | -      | -      | -            | -            | 43e     | 7       | 26e     | 40      |
| 2009             | 2009             | 44e     | 191     | 18e      | 150      | -      | -      | -            | -            | 33e     | 20      | 27e     | 21      |
| 2010             | 2010             | 28e     | 249     | 27e      | 68       | -      | -      | 41e          | 13           | 16e     | 110     | 19e     | 58      |
| 2011             | 2011             | 12e     | 512     | 6e       | 265      | -      | -      | -            | -            | 10e     | 175     | 15e     | 72      |
| 2012             | 2012             | 14e     | 628     | 11e      | 279      | -      | -      | -            | -            | 9e      | 219     | 8e      | 115     |
| 2013             | 2013             | 15e     | 443     | 7e       | 232      | -      | -      | -            | -            | 5e      | 191     | 18e     | 20      |
| 2014             | 2014             | 16e     | 397     | 10e      | 248      | -      | -      | -            | -            | 16e     | 113     | 13e     | 36      |
| 2015             | 2015             | 22e     | 365     | 18e      | 160      | -      | -      | -            | -            | 7e      | 190     | 22e     | 15      |
| 2016             | 2016             | 11e     | 714     | 7e       | 370      | -      | -      | -            | -            | 7e      | 248     | 6e      | 96      |
| 2017             | 2017             | 22e     | 340     | 19e      | 233      | -      | -      | -            | -            | 17e     | 107     | -       | -       |
| 2018             | 2018             | 18e     | 407     | 9e       | 238      | -      | -      | -            | -            | 10e     | 169     | -       | -       |
| 2019             | 2019             | 32e     | 258     | 18e      | 125      | -      | -      | -            | -            | 15e     | 133     | -       | -       |
| 2020             | 2020             | 44e     | 163     | 19e      | 108      | -      | -      | -            | -            | 21e     | 55      | -       | -       |
| 2021             | 2021             | 84e     | 67      | 29e      | 44       | -      | -      | -            | -            | 41e     | 23      | -       | -       |

#### Performances générales
Adrien Théaux a pris 208 départs en Coupe du monde. Il est monté treize reprises sur le podium, dont trois victoires, remportées en descente.
| Résultat  | Descente | Super-G | Slalom géant | Combiné | Slalom | Total |
| --------- | -------- | ------- | ------------ | ------- | ------ | ----- |
| 1re place | 3        | -       | -            | -       | -      | 3     |
| 2e place  | -        | 4       | -            | -       | -      | 4     |
| 3e place  | 3        | 2       | -            | 1       | –      | 6     |
| Top 10    | 22       | 17      | -            | 5       | 1      | 45    |
| Top 30    | 67       | 42      | 1            | 22      | 1      | 124   |
| Autres    | 22       | 10      | 0            | 0       | 0      | 32    |
| Départs   | 90       | 57      | 25           | 30      | 6      | 208   |

Mis à jour le 29 décembre 2015.

### Championnats de France

#### Élite
Adrien Théaux a participé à toutes les éditions des championnats de France de ski alpin depuis 2001, sauf en 2006. Il compte 11 titres de champion de France, dont 4 en descente et 7 en super-G.
| Épreuve / Édition                       | Descente           | Super G           | Slalom géant       | Slalom  | Super combiné      |
| --------------------------------------- | ------------------ | ----------------- | ------------------ | ------- | ------------------ |
| Championnats 2001 Val-Thorens           | —                  | 73e               | —                  | 13e     | —                  |
| Championnats 2002 Val-d'Isère/Megève    | 42e                | 48e               | 44e                | 30e     | —                  |
| Championnats 2003 Les Menuires          | 49e                | 32e               | 19e                | Abandon | —                  |
| Championnats 2004 Les Carroz/Flaine     | 29e                | 33e               | 5e                 | 11e     | —                  |
| Championnats 2005 L'Alpe d'Huez         | 31e                | 26e               | 5e                 | 13e     | —                  |
| Championnats 2006                       | —                  | —                 | —                  | —       | —                  |
| Championnats 2007 Val-d'Isère/Val Cenis | 4e                 | Médaille d'or     | 14e                | —       | Abandon            |
| Championnats 2008 Auron/Isola 2000      | 4e                 | 5e                | 14e                | 24e     | Médaille de bronze |
| Championnats 2009 Lélex-Crozet          | Médaille de bronze | Médaille d'or     | 8e                 | 17e     | 7e                 |
| Championnats 2010 Les Menuires          | Médaille d'or      | Médaille d'or     | Médaille de bronze | —       | 14e                |
| Championnats 2011 Tignes                | Médaille d'argent  | Médaille d'or     | —                  | —       | Médaille de bronze |
| Championnats 2012 L'Alpe d'Huez         | Médaille d'or      | 4e                | —                  | —       | —                  |
| Championnats 2013 Peyragudes            | Médaille d'or      | Médaille d'or     | —                  | —       | —                  |
| Championnats 2014 Méribel               | 70e                | Abandon           | —                  | —       | Abandon            |
| Championnats 2015 Serre-Chevalier       |                    | Médaille d'or     |                    |         |                    |
| Championnats 2016 Serre-Chevalier       |                    | Médaille d'argent |                    |         |                    |
| Championnats 2017 Val Thorens           |                    | Médaille d'or     |                    |         |                    |
| Championnats 2018 Châtel                | Médaille d'or      | Médaille d'argent |                    |         |                    |

#### Jeunes
Champion de France Junior de descente et super G en 2004

### Championnats du monde junior
Adrien Théaux a participé à deux éditions des Championnats du monde juniors, dans le Briançonnais en 2003 puis à Maribor en 2004.
| Épreuve / Édition                         | Descente | Super G | Slalom géant | Slalom      | Combiné |
| ----------------------------------------- | -------- | ------- | ------------ | ----------- | ------- |
| Mondiaux 2003 Serre Chevalier/Montgenèvre | 48e      | 13e     | Abandon      | Disqualifié | —       |
| Mondiaux 2004 Maribor                     | 11e      | 38e     | 10e          | 11e         | 6e      |

### Jeux mondiaux militaires d'hiver
Caporal-chef dans l'armée de terre, affecté à l'École militaire de haute montagne de Chamonix jusqu'en 2014. depuis 2014, il est affecté au bataillon de Joinville au sein de l'équipe de France militaire de ski. Il a participé à deux éditions des Jeux mondiaux militaires d'hiver.
| Épreuve / Édition        | Vallée d'Aoste 2010 | Annecy 2013 |
| Slalom géant             | Or                  | 13e         |
| Slalom géant par équipes | -                   | Bronze      |
| Slalom                   | 6e                  | 13e         |
| Slalom par équipes       | -                   | Bronze      |